# Santi Pietro e Paolo a Via Ostiense (titolo cardinalizio)
Santi Pietro e Paolo a Via Ostiense (in latino: Titulus Sanctorum Petri et Pauli in via Ostiensi) è un titolo cardinalizio istituito da papa Paolo VI il 5 febbraio 1965 con la costituzione apostolica Cum Nobis esset. Il titolo insiste sulla basilica dei Santi Pietro e Paolo, sita nel quartiere EUR e sede parrocchiale dal 1958.
Dal 28 giugno 2018 il titolare è il cardinale Pedro Ricardo Barreto Jimeno, arcivescovo emerito di Huancayo.

## Titolari
Si omettono i periodi di titolo vacante non superiori ai 2 anni.
- Franjo Šeper (22 febbraio 1965 - 30 aprile 1981 deceduto)
  - Titolo vacante (1981 - 1985)
- Ricardo Jamin Vidal (25 maggio 1985 - 18 ottobre 2017 deceduto)
- Pedro Ricardo Barreto Jimeno, S.I., dal 28 giugno 2018